# Tändsticksbergets naturreservat
Tändsticksbergets naturreservat är ett kommunalt naturreservat i Västerviks kommun i Kalmar län.
Området är naturskyddat sedan 2022 och är 15 hektar stort. Reservatet ligger i norra delen av Västervik och består
av moränkullar med stort inslag av berg i dagen bevuxen med gles hällmarkstallskog och blandskog samt en liten våtmark i nordväst.